# Diplophryxus jordani
Diplophryxus jordani är en kräftdjursart som beskrevs av Richardson 1904. Diplophryxus jordani ingår i släktet Diplophryxus och familjen Bopyridae. Inga underarter finns listade i Catalogue of Life.